# Huntington Beach Challenger 1979
L'Huntington Beach Challenger 1979 è stato un torneo di tennis facente parte della categoria ATP Challenger Series nell'ambito dell'ATP Challenger Series 1979. Il torneo si è giocato a Huntington Beach negli Stati Uniti dal 2 all'8 ottobre 1979 su campi in cemento.

## Vincitori

### Singolare
Glenn Petrovic ha battuto in finale  Marcel Freeman con il punteggio di 6–4, 6–2

### Doppio
Billy Martin /  Bruce Nichols hanno battuto in finale  Peter Rennert /  Robert Van't Hof con il punteggio di 3–6, 7–6, 6–3